# بنك بي بي إم
بانكو بي بي أم (شركة مساهمة) هو بنك إيطالي بدأ العمل في 1 يناير 2017، من خلال الدمج (الذي وافق عليه مجلس الإدارة في 24 مايو 2016) بين
بنك بوبولاري و بانكا بوبولاري دي ميلانو (بي بي أم). يعد البنك ثالث أكبر مجموعة مصرفية للأفراد والشركات في إيطاليا (من حيث إجمالي الأصول في عام 2016)، خلف إنتيسا سان باولو و يونكريديتو . كان للبنك مقران رئيسيان في فيرونا وميلانو في إيطاليا على التوالي.
تعد أسهم البنك أحد مكونات مؤشر الأسهم القيادية الإيطالي FTSE MIB ؛ في عام 2018 فوربس جلوبال 2000 ، احتل بانكو بي بي أم المرتبة 831. تم تصنيف بنك بوبولاري و بي بي أم، ثم بانكو بي بي أم كمؤسسة مهمة منذ دخول الإشراف المصرفي الأوروبي حيز التنفيذ في أواخر عام 2014، ونتيجة لذلك يتم الإشراف المباشر على بانكو بي بي أم من قبل البنك المركزي الأوروبي .

## الخلافات
تم التحقيق مع الرئيس التنفيذي الحالي لـ بانكو بي بي أم جوزيبي كاستانيا لأنه قدم تمويلًا مصرفيًا بملايين اليورو لأصدقائه الشخصيين في الشركة والتحرير الذين يواجهون العديد من تضارب المصالح ، وتلقي خدمات تجارية منهم في عام 2012؛ لكن تم أرشفة الاتهام في عام 2016.
تم التحقيق معه لاحقًا لتورطه في ممارسات التداول الداخلي لـ بنك بوبولاري دو ميلانو (فرع بانكو بي بي أم) في عام 2017 ولكن تم أرشفة الاتهام في مايو 2018.